# 末廣神社 (東京都中央区)
末廣神社（すえひろじんじゃ）は、東京都中央区にある神社である。日本橋七福神めぐりの神社の一つである。

## 歴史
創祀年は不明であるが、1596年（慶弔元年）には「稲荷祠」の名で存在していたとされており、かつては元吉原で鎮守として信仰されていた。1657年の明暦の大火で吉原が移転した後も難波町、高砂町、住吉町、新和泉町の4町の産土神として信仰された。1675年（延宝3年）の社殿修復時には中啓が発見され、これを祝って「末廣」の社号が名付けられた。1947年には2024年現在の社殿が総檜造りで再建された。

## 文化財
伏見稲荷大社から宛てられた許状などの近世文書のほか、明治期の末廣神社とその氏子たち動向をまとめた文書、明治 – 大正にかけての祭礼をまとめた文書が残っており、「末廣神社所蔵文書」として中央区の文化財に指定されている。

## 行事
| 1月1日      | 歳旦祭                     |
| 1月1日～7日 | 日本橋七福神詣             |
| 2月3日      | 節分祭                     |
| 3月         | 初午祭                     |
| 5月         | 例大祭                     |
| 6月30日     | 夏越の大祓（茅の輪くぐり） |
| 11月23日    | 新嘗祭                     |
| 12月31日    | 年越の大祓                 |

## 日本橋 七福神めぐり
近隣の神社と共に「日本橋七福神めぐり」の一社になっている。
- 笠間稲荷神社 東京別社（寿老神）
- 小網神社（福禄寿）
- 水天宮（弁財天）
- 末廣神社（毘沙門天）
- 椙森神社（恵比寿）
- 松島神社（大黒天）
- 茶ノ木神社（布袋）